# Discografie van Charles Aznavour
Dit artikel is een discografie (overzicht van de albums en singles) van de Frans-Armeense muzikant Charles Aznavour.

## Franse discografie[2][3]

### Albums

#### Studioalbums
| Jaar | Album                                                    | Label            | Noot                                                                                             |
| ---- | -------------------------------------------------------- | ---------------- | ------------------------------------------------------------------------------------------------ |
| 1953 | Charles Aznavour chante Charles Aznavour, n° 1           | Ducretet-Thomson |                                                                                                  |
| 1955 | Charles Aznavour chante Charles Aznavour, n° 2           | Ducretet-Thomson |                                                                                                  |
| 1956 | Charles Aznavour chante Charles Aznavour, n° 3           | Ducretet-Thomson |                                                                                                  |
| 1957 | Bravos du Music-Hall                                     | Ducretet-Thomson |                                                                                                  |
| 1958 | Believe in me!                                           | Ducretet-Thomson |                                                                                                  |
| 1958 | C'est ça                                                 | Ducretet-Thomson |                                                                                                  |
| 1960 | Les deux guitares                                        | Barclay          |                                                                                                  |
| 1960 | Je m'voyais déjà                                         | Barclay          |                                                                                                  |
| 1961 | Il faut savoir                                           | Barclay          |                                                                                                  |
| 1962 | Alléluia                                                 | Barclay          |                                                                                                  |
| 1963 | Qui ?                                                    | Barclay          |                                                                                                  |
| 1963 | La mamma                                                 | Barclay          |                                                                                                  |
| 1964 | Charles Aznavour, vol. 1                                 | Columbia         | Nieuwe opnames                                                                                   |
| 1964 | Charles Aznavour, vol. 2                                 | Columbia         | Nieuwe opnames                                                                                   |
| 1964 | Que c'est triste Venise                                  | Barclay          |                                                                                                  |
| 1964 | Charles Aznavour, vol. 3                                 | Columbia         | Nieuwe opnames                                                                                   |
| 1965 | Aznavour 65                                              | Barclay          |                                                                                                  |
| 1966 | La bohème                                                | Barclay          |                                                                                                  |
| 1966 | De t'avoir aimée                                         | Barclay          |                                                                                                  |
| 1967 | Entre deux rêves                                         | Barclay          |                                                                                                  |
| 1968 | J'aime Charles Aznavour, vol. 4                          | Columbia         | Nieuwe opnames                                                                                   |
| 1969 | Désormais                                                | Barclay          |                                                                                                  |
| 1969 | Aznavour sings Aznavour, vol. 1                          | Barclay          |                                                                                                  |
| 1970 | Aznavour sings Aznavour, vol. 2                          | Barclay          |                                                                                                  |
| 1971 | Non, je n'ai rien oublié                                 | Barclay          |                                                                                                  |
| 1972 | Idiote je t'aime                                         | Barclay          |                                                                                                  |
| 1973 | Aznavour sings Aznavour, vol. 3                          | Barclay          |                                                                                                  |
| 1974 | A Tapestry of Dreams                                     | Barclay          |                                                                                                  |
| 1974 | I sing for... you                                        | Barclay          |                                                                                                  |
| 1974 | Visages de l'amour                                       | Barclay          |                                                                                                  |
| 1975 | Hier encore                                              | Barclay          | Nieuwe opnames, orchestratie door Del Newman                                                     |
| 1976 | Voilà que tu reviens                                     | Barclay          |                                                                                                  |
| 1978 | Je n'ai pas vu le temps passer                           | Barclay          |                                                                                                  |
| 1978 | Un enfant est né                                         | Barclay          | Kerstalbum                                                                                       |
| 1980 | Autobiographie                                           | Barclay          |                                                                                                  |
| 1982 | Je fais comme si                                         | Barclay          |                                                                                                  |
| 1982 | Une première danse                                       | Barclay          |                                                                                                  |
| 1983 | Charles chante Aznavour et Dimey                         | Barclay          |                                                                                                  |
| 1982 | I'll be there                                            | Barclay          |                                                                                                  |
| 1986 | Aznavour (Embrasse-moi)                                  | Tréma            |                                                                                                  |
| 1987 | Aznavour (Je bois)                                       | Tréma            |                                                                                                  |
| 1989 | L'éveil                                                  | Tréma            | Nieuwe opnames                                                                                   |
| 1989 | L'élan                                                   | Tréma            | Nieuwe opnames                                                                                   |
| 1989 | L'envol                                                  | Tréma            | Nieuwe opnames                                                                                   |
| 1991 | Aznavour 92                                              | Tréma            |                                                                                                  |
| 1994 | Toi et moi                                               | Musarm           |                                                                                                  |
| 1995 | You and me                                               | EMI              |                                                                                                  |
| 1996 | Roche et Aznavour                                        | EMI              | Herneming van de zes 78-toerenopnames door Pierre Roche en Charles Aznavour tussen 1948 en 1950. |
| 1997 | Plus bleu                                                | EMI              |                                                                                                  |
| 1998 | Jazznavour                                               | EMI              |                                                                                                  |
| 2000 | Aznavour 2000                                            | EMI              |                                                                                                  |
| 2003 | Je voyage                                                | EMI              |                                                                                                  |
| 2005 | Insolitement vôtre                                       | EMI              |                                                                                                  |
| 2007 | Colore ma vie                                            | EMI              |                                                                                                  |
| 2008 | Duos                                                     | EMI              | 2 cd's, duetten met Elton John, Julio Iglesias, Paul Anka, Sting, Céline Dion en Josh Groban.    |
| 2009 | Charles Aznavour and The Clayton Hamilton Jazz Orchestra | EMI              |                                                                                                  |
| 2011 | Aznavour toujours                                        | EMI              |                                                                                                  |

#### Livealbums
| Jaar | Album | Label         | Noot                                                                                               |
| ---- | --- | ------------- | -------------------------------------------------------------------------------------------------- |
| 1965 | The World of Charles Aznavour – All About Love Recorded Live! At The Huntington Hartford Theatre Hollywood | Reprise       | Hollywood, 1965-11-19                                                                              |
| 1968 | Face au public                                                                                             | Barclay       | Olympia 1968-01-19 (Heruitgave in 1998 Aznavour live à l'Olympia, EMI)                             |
| 1968 | Aznavour in Tokyo                                                                                          | Barclay       | Kosei-Nenkim Hall, Tokio 1968-05-21                                                                |
| 1971 | Charles Aznavour live in Japan                                                                             | Barclay/Japan | Tokio 1971                                                                                         |
| 1973 | Aznavour chez lui, à Paris                                                                                 | Barclay       | Olympia, November 72 (Deels heruitgegeven in 1998 Aznavour live à l'Olympia, EMI)                  |
| 1973 | Ce soir là, Aznavour. Son passé au présent                                                                 | Barclay       | Olympia 72-12-12 (Deels heruitgegeven in 1998 Aznavour live à l'Olympia, EMI)                      |
| 1976 | Plein feu sur Aznavour                                                                                     | Barclay       | Olympia 76-02-21 (Heruitgave in 2004 Intégrale Charles Aznavour – Arc de triomphe, EMI)            |
| 1976 | Live in Japan 76                                                                                           | Barclay/Japan | Yubin-Chokin Kaikan Hall & Nakano Sun-Plaza Hall, Tokio 1976                                       |
| 1978 | Guichets fermés                                                                                            | Barclay       | Live in Olympia, 12–14 januari, 1978 (Deels heruitgegeven in 1998 Aznavour live à l'Olympia, EMI)  |
| 1981 | Charles Aznavour est à l'Olympia                                                                           | Barclay       | Olympia 1980 (Heruitgave in 1998 Aznavour live à l'Olympia, EMI)                                   |
| 1987 | Récital Aznavour                                                                                           | Tréma         | Palais des congrès de Paris 1987                                                                   |
| 1995 | Aznavour – Minnelli au Palais des Congrès de Paris                                                         | EMI           | Opgenomen tussen 20 november en 15 december 1991                                                   |
| 1995 | Palais des Congrès 1994                                                                                    | EMI           | |
| 1996 | Charles Aznavour au Carnegie Hall                                                                          | EMI           | Juni 1995                                                                                          |
| 1996 | Palais des congrès 97/98                                                                                   | EMI           | |
| 2001 | Palais des congrès 2000                                                                                    | EMI           | |
| 2004 | Bon anniversaire Charles!                                                                                  | EMI           | Met Johnny Halliday, Isabelle Boulay, Liza Minnelli & Nana Mouskouri                               |
| 2005 | Bon anniversaire Charles – Palais des congrès 2004                                                         | EMI           | |
| 2008 | Charles Aznavour et ses amis au Palais Garnier                                                             | EMI           | Met Florent Pagny, Calogero & Grand corps malade; Opgenomen in Opéra national de Paris, 17-02-2007 |
| 2009 | Radio Suisse Romande présente : Studio Recording at Lausanne (1954) & Concert Live at Lausanne (1955)      | RSR           | |

### ep's
| Jaar | Album | Label                  | Noot                                                                       |
| ---- | --- | ---------------------- | -------------------------------------------------------------------------- |
| 1954 | Charles Aznavour – 1 Moi j'fais mon rond – Viens au creux de mon épaule – Parce que – Ah! | Ducretet-Thomson       |                                                                            |
| 1955 | Charles Aznavour – 2 Je t'aime comme ça – À t'regarder – Ça – Toi | Ducretet-Thomson       |                                                                            |
| 1955 | Charles Aznavour – 3 Terre nouvelle – Le palais de nos chimères – Sur Ma Vie – Après l'amour | Ducretet-Thomson       |                                                                            |
| 1956 | Charles Aznavour – 4 Le chemin de l'éternité – Je cherche mon amour – Prends garde – Une enfant | Ducretet-Thomson       |                                                                            |
| 1956 | Charles Aznavour – 5 On ne sait jamais – J'entends ta voix – Vivre avec toi – J'aime Paris au moi de mai | Ducretet-Thomson       |                                                                            |
| 1956 | Interdit aux moins de 16 ans Après l'amour – Je veux te dire adieu – Prends garde – L'amour à fleur de coeur | Ducretet-Thomson       |                                                                            |
| 1956 | Charles Aznavour se souvient... de Roche et Aznavour J'ai bu – Tant de monnaie – Le feutre taupé – Il pleut | Ducretet-Thomson       |                                                                            |
| 1956 | Édition spéciale Merci mon Dieu – L'amour a fait de moi – Sa jeunesse – Sur la table | Ducretet-Thomson       |                                                                            |
| 1956 | Charles Aznavour bavarde avec ses fans | Pathé Marconi Pyral    | Presentatie door Jean Nohain, 20 cm                                        |
| 1957 | Ay! Mourir pour toi – Perdu – Pour faire une jam – Il y avait trois jeunes garçons | Ducretet-Thomson       |                                                                            |
| 1957 | Charles dans la ville La ville – Si je n'avais plus – C'est merveilleux l’amour | Ducretet-Thomson       |                                                                            |
| 1958 | À toi mon amour Quand tu viens chez moi, mon coeur – Mon amour – Ton beau visage – Je hais les dimanches | Ducretet-Thomson       |                                                                            |
| 1958 | Juventud, divino tresoro (Sa jeunesse) – Vivir junto a ti (Vivre avec toi) – Esto es formidable (Ça) – Mi ultima hora (Si je n'avais plus) | Ducretet-Thomson       |                                                                            |
| 1958 | Mon coeur à nu Je te donnerai – Ce sacré piano – Je ne peux pas rentrer chez moi – C'est ça | Ducretet-Thomson       |                                                                            |
| 1958 | Spécial 59 De ville en ville – Ma main a besoin de ta main – À tout jamais – Donne donne-moi | Ducretet-Thomson       |                                                                            |
| 1959 | Pourquoi viens-tu si tard? Pourquoi viens-tu si tard (Charles Aznavour)– Tu étais trop jolie (instrumental)* – Francesca (instrumental)* – Je m'voyais déjà (instrumental)* – Pourquoi viens-tu si tard? (Virginie Reno) – Pourquoi viens-tu si tard? (instrumental) | Ducretet-Thomson       | Soundtrack, *muziek door Charles Aznavour                                  |
| 1959 | Le cercle vicieux J'ai besoin de ton amour (instrumental) – Frieda (instrumental) – Attention Monsieur Dubois (instrumental) – Nadia (instrumental) | Pathé                  | Soundtrack, muziek door Charles Aznavour                                   |
| 1959 | J'en déduis que je t'aime – Mon amour protège-moi – Gosse de Paris – Tant que l'on s'aimera | Ducretet-Thomson       | Heruitgave in Canada (Muse/Capitol, ook in Frans)                          |
| 1959 | La nuit des traqués Mon amour, protège-moi* | Ducretet-Thomson       | Soundtrack, *door C. Aznavour                                              |
| 1960 | Quand tu vas revenir – Dis-moi – Tu étais trop jolie – Liberté | Ducretet-Thomson       |                                                                            |
| 1960 | Tu t'laisses aller – J'ai perdu la tête – Plus heureux que moi – La nuit | Barclay                |                                                                            |
| 1960 | Les deux guitares – Ce jour tant attendu – Rendez-vous à Brasilia – Fraternité | Barclay                |                                                                            |
| 1960 | L'amour et la guerre – Prends le chorus – L'enfant prodigue – Monsieur est mort | Barclay                |                                                                            |
| 1961 | Je m'voyais déjà – Quand tu m'embrasses – Comme des étrangers – Tu vis ta vie mon coeur | Barclay                |                                                                            |
| 1961 | Il faut savoir – Avec ces yeux-là! – Le carillonneur – La marche des anges | Barclay                |                                                                            |
| 1961 | J'ai tort – Voilà que ça recommence – Esperanza – Lucie | Barclay                |                                                                            |
| 1961 | Noël des mages* – Douce nuit – Noël-Carillon – Dors, ma colombe | Barclay                | (*door C. Aznavour)                                                        |
| 1962 | Alléluia – Les petits matins – L'amour c'est comme un jour – Trousse-Chemise | Barclay                |                                                                            |
| 1962 | Les comédiens – Au rythme de mon coeur – Tu n'as plus – Notre amour nous ressemble | Barclay                |                                                                            |
| 1963 | Je t'attends – Dors – Les deux pigeons – Ô! toi la vie | Barclay                |                                                                            |
| 1963 | Rentre chez toi et pleure – L'amour à fleur de coeur – Sa jeunesse... entre ses mains [2e version] – Jézébel | Columbia/Pathé-Marconi | Nieuwe opnames                                                             |
| 1963 | For me... formidable – Tu exagères – Bon anniversaire – Il viendra ce jour | Barclay                |                                                                            |
| 1963 | Trop tard – Au clair de mon âme – Donne tes seize ans – Qui? | Barclay                |                                                                            |
| 1963 | Sylvie – Les aventuriers – La mamma – Ne dis rien | Barclay                |                                                                            |
| 1963 | Et pourtant – Le temps des caresses – Si tu m'emportes – Tu veux | Barclay                |                                                                            |
| 1964 | Aznavour in italiano La mamma – Devi sapere (Il faut savoir) – Dammi i tuoi 16 anni (Donne tes 16 ans) – L'amore è come un giorno (L'amour c'est comme un jour) | Barclay                |                                                                            |
| 1964 | J'aime Paris au mois de mai – Après l'amour – Parce que – Ce sacré Piano | Columbia/Pathé-Marconi | Nieuwe opnames                                                             |
| 1964 | Que c'est triste Venise – Hier encore – À ma fille – Quand j'en aurai assez | Barclay                |                                                                            |
| 1964 | Le temps – Tu t'amuses – Avec – Il te suffisait que je t'aime | Barclay                |                                                                            |
| 1964 | Week-end à Zuydcoote Le monde est sous nos pas* | Barclay                | Soundtrack, *door C. Aznavour/muziek door Maurice Jarre                    |
| 1965 | Le toréador – Que Dieu me garde – Reste – Les filles d'aujourd'hui | Barclay                |                                                                            |
| 1965 | Le monde est sous nos pas – Isabelle – Je te réchaufferai – C'est fini | Barclay                |                                                                            |
| 1965 | Monsieur Carnaval La bohème – Aime-moi – Quelque chose ou quelqu'un – Ça vient quand on y pense | Barclay                |                                                                            |
| 1965 | La Bohème – Plus Rien – Et je vais | Barclay                |                                                                            |
| 1965 | Charles Aznavour vous parle du Palais d'hiver | J.B.P.                 | Interview door Jean Serge                                                  |
| 1965 | Le crocodile majuscule | Barclay                | Soundtrack, verhaal van Marielle Sohier, ingesproken door Charles Aznavour |
| 1966 | Charles Aznavour chante Paris au mois d'août Paris au mois d'août – Sur le chemin du retour – Il fallait bien – Parce que tu crois | Barclay                |                                                                            |
| 1966 | Je l'aimerai toujours – Plus rien – Et moi dans mon coin – Je reviendrai de loin | Barclay                |                                                                            |
| 1966 | Les enfants de la guerre – Pour essayer de faire une chanson – Ma mie – De t'avoir aimée | Barclay                |                                                                            |
| 1966 | Le comité français pour la campagne mondiale contre la faim Noël des mages* | Barclay                | Compilatie, *door C. Aznavour                                              |
| 1967 | Il te faudra bien revenir – Entre nous – Je reviens Fanny – Les bons moments | Barclay                |                                                                            |
| 1967 | Yerushalaïm – Un jour – Éteins la lumière – Tu étais toi | Barclay                |                                                                            |
| 1968 | Caroline – J'aimerai – Emmenez-moi – Au voleur! | Barclay                |                                                                            |
| 1968 | Le cabotin – Comme une maladie – Tout s'en va | Barclay                |                                                                            |
| 1969 | La lumière – Désormais – Je n'oublierai jamais – L'amour | Barclay                |                                                                            |
| 1969 | Si j'avais un piano – Ma main a besoin de ta main – Le palais de nos chimères – Je te donnerai | Columbia/Pathé-Marconi | Nieuwe opnames                                                             |
| 1969 | Quand et puis pourquoi – S'il y avait une autre toi – Marie l'orpheline – Comme l'eau, le feu, le vent | Barclay                |                                                                            |
| 1969 | Non identifié – Les faux – Alors je dérive – Y'a vraiment pas de quoi (en faire une chanson) | Barclay                |                                                                            |
| 1970 | Les jours heureux – Le temps des loups – Avec toi | Barclay                |                                                                            |

### Singles
| Jaar      | Album | Label                   | Noot                                                   |
| --------- | --- | ----------------------- | ------------------------------------------------------ |
| 1948      | Voyez, c'est le printemps – J'ai bu                                                                                    | Polydor                 | Roche en Aznavour, 78 toeren                           |
| 1948      | Départ Express – Le feutre taupé                                                                                       | Polydor                 | Roche en Aznavour, 78 toeren                           |
| 1948      | Tant de monnaie – Je n'ai qu'un sou                                                                                    | Polydor                 | Roche en Aznavour, 78 toeren                           |
| 1948      | Je suis amoureux – Boule de gomme                                                                                      | Polydor                 | Roche en Aznavour, 78 toeren                           |
| 1949/1950 | Les cris de ma ville – Retour                                                                                          | London, Polydor         | Roche en Aznavour, 78 toeren                           |
| 1949/1950 | En revenant de Québec – Il pleut                                                                                       | London, Polydor         | Roche en Aznavour, 78 toeren                           |
| 1952      | Jézébel – Poker | Ducretet-Thomson Selmer | 78 toeren                                              |
| 1952      | Oublie Loulou – Plus bleu que tes yeux                                                                                 | Ducretet-Thomson Selmer | 78 toeren                                              |
| 1952      | Quand elle chante – Si j'avais un piano                                                                                | Ducretet-Thomson Selmer | 78 toeren                                              |
| 1953      | Mé-ké – Viens | Ducretet-Thomson Selmer | 78 toeren                                              |
| 1953      | Et bâiller et dormir – Intoxiqué                                                                                       | Ducretet-Thomson Selmer | 78 toeren                                              |
| 1953      | Couchés dans le foin – À propos de pommier                                                                             | Ducretet-Thomson        | 78 toeren                                              |
| 1954      | Heureux avec des riens – Quelque part dans la nuit                                                                     | Ducretet-Thomson        | 78 toeren                                              |
| 1954      | Monsieur Jonas – Les chercheurs d'or                                                                                   | Ducretet-Thomson        | 78 toeren                                              |
| 1954      | Monsieur Jonas – Ah!                                                                                                   | Ducretet-Thomson        | 78 toeren, nieuwe uitgave met verschillende B-kant     |
| 1954      | Moi j'fais mon rond – Parce que                                                                                        | Ducretet-Thomson        | 78 toeren                                              |
| 1954      | Les chercheurs d'or – L'émigrant                                                                                       | Ducretet-Thomson        | 78 toeren                                              |
| 1954      | Viens aux creux de mon épaule – Je veux te dire adieu                                                                  | Ducretet-Thomson        | 78 toeren                                              |
| 1954      | Je t'aime comme ça – À t'regarder                                                                                      | Ducretet-Thomson        | 78 toeren                                              |
| 1954      | La bagare!... – Je voudrais                                                                                            | Ducretet-Thomson        | 78 toeren                                              |
| 1954      | Poker – Monsieur Jonas                                                                                                 | Ducretet-Thomson        |                                                        |
| 1955      | Sur ma vie – Le palais de nos chimères                                                                                 | Ducretet-Thomson        | 78 toeren                                              |
| 1955      | Je t'aime comme ça (excerpt) – À t'regarder (excerpt) – Toi (excerpt)                                                  | Ducretet-Thomson        | 78 toeren 15 cm (promo)                                |
| 1955      | Prends garde – Je cherche mon amour                                                                                    | Ducretet-Thomson        | 78 toeren                                              |
| 1955      | Je t'aime comme ça – À t'regarder                                                                                      | Ducretet-Thomson        |                                                        |
| 1955      | Toi – Ça | Ducretet-Thomson        |                                                        |
| 1955      | La bagarre – Je voudrais                                                                                               | Ducretet-Thomson        |                                                        |
| 1955      | Viens au creux de mon épaule – Parce que                                                                               | Ducretet-Thomson        |                                                        |
| 1955      | Terre nouvelle – Le palais de nos chimères                                                                             | Ducretet-Thomson        |                                                        |
| 1955      | Après l'amour – Sur ma vie                                                                                             | Ducretet-Thomson        |                                                        |
| 1955      | Rentre chez toi et pleure – Je cherche mon amour                                                                       | Ducretet-Thomson        |                                                        |
| 1955      | Le chemin de l'éternité – Je cherche mon amour                                                                         | Ducretet-Thomson        |                                                        |
| 1955      | Prends garde – Une enfant                                                                                              | Ducretet-Thomson        |                                                        |
| 1956      | Sa jeunesse… entre ses mains – L'amour a fait de moi                                                                   | Ducretet-Thomson        |                                                        |
| 1956      | On ne sait jamais – J'entends ta voix                                                                                  | Ducretet-Thomson        |                                                        |
| 1956      | Vivre avec toi – J'aime Paris au mois de mai                                                                           | Ducretet-Thomson        |                                                        |
| 1957      | Merci mon coeur – L'amour à fleur de coeur                                                                             | Ducretet-Thomson        |                                                        |
| 1957      | Charles Aznavour chante pour vous Ay! Mourir pour toi – Pour faire une jam                                             | Ducretet-Thomson        |                                                        |
| 1957      | Sur la table – Bal du faubourg                                                                                         | Ducretet-Thomson        |                                                        |
| 1957      | À t'regarder [2nd version] – Bal du faubourg                                                                           | Ducretet-Thomson        |                                                        |
| 1958      | Si je n'avais plus – C'est merveilleux l’amour                                                                         | Ducretet-Thomson        |                                                        |
| 1958      | La ville – Ton beau visage                                                                                             | Ducretet-Thomson        |                                                        |
| 1958      | Ce sacré piano – Je te donnerai                                                                                        | Ducretet-Thomson        |                                                        |
| 1958      | Je ne peux pas rentrer chez moi – C'est ça                                                                             | Ducretet-Thomson        |                                                        |
| 1958      | De ville en ville – Donne, donne-moi mon coeur                                                                         | Ducretet-Thomson        |                                                        |
| 1958      | Ma main a besoin de ta main – À tout jamais                                                                            | Ducretet-Thomson        |                                                        |
| 1959      | Couchés dans le foin [2nd version] – Je hais les dimanches                                                             | Ducretet-Thomson        |                                                        |
| 1959      | Mon amour protège-moi – Pourquoi viens-tu si tard?                                                                     | Ducretet-Thomson        |                                                        |
| 1959      | Quand tu viens chez moi mon coeur – Il y avait trois jeunes garçons                                                    | Ducretet-Thomson        |                                                        |
| 1959      | Mon amour protège-moi – J'en déduis que je t'aime                                                                      | Ducretet-Thomson        |                                                        |
| 1959      | Délit de fuite Tant que l'on s'aimera – Gosse de Paris                                                                 | Ducretet-Thomson        |                                                        |
| 1960      | Dis-moi – Tu étais trop jolie                                                                                          | Ducretet-Thomson        |                                                        |
| 1960      | Liberté – Quand tu vas revenir                                                                                         | Ducretet-Thomson        |                                                        |
| 1960      | Tu t'laisses aller – J'ai perdu la tête                                                                                | Barclay                 | Juke-box/promo                                         |
| 1960      | Les deux guitares – Ce jour tant attendu                                                                               | Barclay                 | Juke-box/promo                                         |
| 1960      | Rendez-vous à Brasilia – Plus heureux que moi                                                                          | Barclay                 | Juke-box/promo                                         |
| 1960      | J'ai des milliers de rien du tout – Ce n'est pas nécessairement ça                                                     | Barclay                 | Juke-box/promo                                         |
| 1960      | L'amour et la guerre – L'enfant prodigue                                                                               | Barclay                 | Juke-box/promo                                         |
| 1960      | Première de Charles Aznavour à l'Alhambra Je m'voyais déjà – L'enfant prodigue (instrumental)                          | Barclay                 | Speciale uitgave "12 décembre 1960"                    |
| 1961      | Je m'voyais déjà – Quand tu m'embrasses                                                                                | Barclay                 | Juke-box/promo                                         |
| 1961      | Comme des étrangers – Tu vis ta vie mon coeur                                                                          | Barclay                 | Juke-box/promo                                         |
| 1961      | La marche des anges – Il faut savoir                                                                                   | Barclay                 | Juke-box/promo                                         |
| 1961      | Le carillonneur – Avec ces yeux-là                                                                                     | Barclay                 | Juke-box/promo                                         |
| 1961      | Monsieur est mort – Prends le chorus                                                                                   | Barclay                 | Juke-box/promo                                         |
| 1961      | J'ai tort – Lucie | Barclay                 | Juke-box/promo                                         |
| 1961      | Voilà que ça recommence – Ne crois surtout pas                                                                         | Barclay                 | Juke-box/promo                                         |
| 1961      | Noël des mages* | Sonorama                | Juke-box/promo, *door C. Aznavour                      |
| 1962      | Esperanza – Au rythme de mon coeur                                                                                     | Barclay                 | Juke-box/promo                                         |
| 1962      | Alléluia – Trousse-Chemise                                                                                             | Barclay                 | Juke-box/promo                                         |
| 1962      | Les petits matins – L'amour c'est comme un jour                                                                        | Barclay                 | Juke-box/promo                                         |
| 196       | Tu n'as plus – Les comédiens                                                                                           | Barclay                 | Juke-box/promo                                         |
| 1963      | Jézébel – L'amour à fleur de coeur                                                                                     | Columbia/Pathé-Marconi  | Nieuwe opnames                                         |
| 1963      | Rentre chez toi et pleure – Sa jeunesse... entre ses mains                                                             | Columbia/Pathé-Marconi  | Nieuwe opnames                                         |
| 1963      | Trop tard – Les deux pigeons                                                                                           | Barclay                 | Juke-box/promo                                         |
| 1963      | Donne tes seize ans – For me... formidable                                                                             | Barclay                 | Juke-box/promo                                         |
| 1963      | Qui – Je t'attends | Barclay                 | Juke-box/promo                                         |
| 1963      | Tu exagères – Au clair de mon âme                                                                                      | Barclay                 | Juke-box/promo                                         |
| 1963      | Bon anniversaire – Il viendra ce jour                                                                                  | Barclay                 | Juke-box/promo                                         |
| 1963      | Sylvie – Les aventuriers                                                                                               | Barclay                 | Juke-box/promo                                         |
| 1963      | La mamma – Ne dis rien                                                                                                 | Barclay                 | Juke-box/promo                                         |
| 1963      | Et pourtant – Tu veux                                                                                                  | Barclay                 | Juke-box/promo                                         |
| 1963      | Le temps des caresses – Si tu m'emportes                                                                               | Barclay                 | Juke-box/promo                                         |
| 1964      | J'en déduis que je t'aime – J'aime Paris au mois de mai                                                                | Columbia/Pathé-Marconi  | Nieuwe opnames                                         |
| 1964      | On ne sait jamais – Ce sacré piano                                                                                     | Columbia/Pathé-Marconi  | Nieuwe opnames                                         |
| 1964      | Que c'est triste Venise – Hier encore                                                                                  | Barclay                 | Juke-box/promo                                         |
| 1964      | À ma fille – Quand j'en aurai assez                                                                                    | Barclay                 | Juke-box/promo                                         |
| 1964      | Le temps – Tu t'amuses                                                                                                 | Barclay                 | Juke-box/promo                                         |
| 1964      | Il te suffisait que je t'aime – Avec                                                                                   | Barclay                 | Juke-box/promo                                         |
| 1965      | Le monde est sous nos pas* – Je te réchaufferai                                                                        | Barclay                 | Juke-box/promo, *uit de film "Week-end à Zuydcoote"    |
| 1965      | Le toréador – C'est fini                                                                                               | Barclay                 | Juke-box/promo                                         |
| 1965      | Les filles d'aujourd'hui – Reste                                                                                       | Barclay                 | Juke-box/promo                                         |
| 1965      | Isabelle – Que Dieu me garde                                                                                           | Barclay                 | Juke-box/promo                                         |
| 1965      | La bohème | Barclay                 | Promo one-side                                         |
| 1966      | La bohème – Quelque chose ou quelqu'un                                                                                 | Barclay                 | Juke-box/promo                                         |
| 1966      | La bohème – Plus rien                                                                                                  | Barclay                 | Juke-box/promo                                         |
| 1966      | Il fallait bien – Paris au mois d'août                                                                                 | Barclay                 | Juke-box/promo                                         |
| 1966      | Aime-moi – Sarah | Barclay                 | Juke-box/promo                                         |
| 1966      | Et moi dans mon coin – Plus rien                                                                                       | Barclay                 | Juke-box/promo                                         |
| 1966      | Je l'aimerai toujours – Je reviens de loin                                                                             | Barclay                 | Juke-box/promo                                         |
| 1966      | Les enfants de la guerre – Pour essayer de faire une chanson                                                           | Barclay                 | Juke-box/promo                                         |
| 1966      | Ma mie – De t'avoir aimée                                                                                              | Barclay                 | Juke-box/promo                                         |
| 1966      | Tu ne tueras point L'amour et la guerre (1st part) – L'amour et la guerre (2nd part) – L'amour et la guerre (3rd part) | Barclay                 | Soundtrack                                             |
| 1967      | Les bons moments – Je l'aimerai toujours                                                                               | Barclay                 | Juke-box/promo                                         |
| 1967      | Il te faudra bien revenir – Je reviens Fanny                                                                           | Barclay                 | Juke-box/promo                                         |
| 1967      | Yerushalaim – Éteins la lumière                                                                                        | Barclay                 | Juke-box/promo                                         |
| 1968      | Emmenez-moi – Emmenez-moi                                                                                              | Barclay                 | Promo                                                  |
| 1968      | Emmenez-moi – Caroline                                                                                                 | Barclay                 | Juke-box/promo                                         |
| 1968      | Le cabotin – Comme une maladie                                                                                         | Barclay                 | Juke-box/promo                                         |
| 1968      | Au nom de la jeunesse – On a toujours le temps                                                                         | Barclay                 | Juke-box/promo                                         |
| 1969      | La lumière – Désormais                                                                                                 | Barclay                 |                                                        |
| 1969      | Quand et puis pourquoi – Marie l'orpheline                                                                             | Barclay                 | Promo "Le Discotruc parade"                            |
| 1970      | Le temps des loups – Avec toi                                                                                          | Barclay                 |                                                        |
| 1970      | Yesterday When I Was Young – All Those Pretty Girls                                                                    | Barclay                 |                                                        |
| 1971      | À t'regarder – Je t'aime comme ça                                                                                      | Columbia                | Promo, 1964-versies                                    |
| 1971      | Non, je n'ai rien oublié – Mourir d'aimer                                                                              | Barclay                 |                                                        |
| 1971      | Mourir d'aimer – Mourir d'aimer                                                                                        | Barclay                 | Promo                                                  |
| 1972      | Le temps des loups | Barclay                 | Promo, enkelzijdig                                     |
| 1972      | Isabelle – L'amour c'est comme un jour                                                                                 | Barclay                 | Nieuwe uitgave, eerder reeds verschenen                |
| 1972      | To die of love – For me... formidable                                                                                  | Barclay                 |                                                        |
| 1972      | Me voilà seul – Les plaisirs démodés                                                                                   | Barclay                 |                                                        |
| 1972      | Auf Deutsch Mourir d'aimer – Nein, ich vergass nichts davan...                                                         | Barclay                 |                                                        |
| 1972      | Comme ils disent – Idiote je t'aime                                                                                    | Barclay                 |                                                        |
| 1972      | Comme ils disent – On se réveillera                                                                                    | Barclay                 |                                                        |
| 1972      | Tanz wange an wange mit mir – Wie sie sagen                                                                            | Barclay                 |                                                        |
| 1973      | Les deux guitares – Tu t'laisses aller                                                                                 | Barclay                 | Nieuwe uitgave, eerder reeds verschenen                |
| 1973      | Je m'voyais déjà – Trousse-Chemise                                                                                     | Barclay                 | Nieuwe uitgave, eerder reeds verschenen                |
| 1973      | Il faut savoir – Les comédiens                                                                                         | Barclay                 | Nieuwe uitgave, eerder reeds verschenen                |
| 1973      | Hier encore – For me... formidable                                                                                     | Barclay                 | Nieuwe uitgave, eerder reeds verschenen                |
| 1973      | La mamma – Qui? | Barclay                 | Nieuwe uitgave, eerder reeds verschenen                |
| 1973      | Que c'est triste Venise – Et pourtant                                                                                  | Barclay                 | Nieuwe uitgave, eerder reeds verschenen                |
| 1973      | La bohème – Paris au mois d'août                                                                                       | Barclay                 | Nieuwe uitgave, eerder reeds verschenen                |
| 1973      | Le cabotin – Les enfants de la guerre                                                                                  | Barclay                 | Nieuwe uitgave, eerder reeds verschenen                |
| 1973      | Désormais – Quand et puis pourquoi                                                                                     | Barclay                 | Nieuwe uitgave, eerder reeds verschenen                |
| 1973      | Emmenez-moi – Et moi dans mon coin                                                                                     | Barclay                 | Nieuwe uitgave, eerder reeds verschenen                |
| 1973      | The Old Fashioned Way – What makes a Man                                                                               | Barclay                 |                                                        |
| 1973      | Nous irons à Vérone – Un jour ou l'autre                                                                               | Barclay                 |                                                        |
| 1973      | On n'a plus quinze ans – Mon amour on se retrouvera                                                                    | Barclay                 |                                                        |
| 1974      | La baraka – Je meurs de toi                                                                                            | Barclay                 |                                                        |
| 1974      | She* – La baraka (english)                                                                                             | Barclay                 | *Thema van de tv-serie "Seven faces of woman"          |
| 1974      | Un enfant de toi pour Noël – Hosanna                                                                                   | Barclay                 |                                                        |
| 1974      | Sie – Tanz wange an wange mir mir                                                                                      | Barclay                 |                                                        |
| 1974      | The "I Love You" Song                                                                                                  | Barclay                 |                                                        |
| 1975      | Ils sont tombés – Tes yeux mes yeux                                                                                    | Barclay                 |                                                        |
| 1975      | You – Women of Today                                                                                                   | Barclay                 |                                                        |
| 1975      | Tous les visages de l'amour – De t'avoir aimée                                                                         | Barclay                 |                                                        |
| 1975      | Take me away – Ciao Always Ciao                                                                                        | Barclay                 |                                                        |
| 1976      | Merci Madame la vie – Merci Madame la vie                                                                              | Barclay                 | Promo                                                  |
| 1976      | Slowly – Par gourmandise                                                                                               | Barclay                 | Spécial club                                           |
| 1976      | Mes emmerdes – Mais c'était hier                                                                                       | Barclay                 |                                                        |
| 1976      | Voilà que tu reviens – Par gourmandise                                                                                 | Barclay                 |                                                        |
| 1976      | Marie quand tu t'en vas – Mes emmerdes                                                                                 | Barclay                 | Promo "Total", België                                  |
| 1977      | Camarade – Je ne connais que toi (You)                                                                                 | Barclay                 |                                                        |
| 1977      | J'ai vu Paris – Ne t'en fais pas                                                                                       | Barclay                 |                                                        |
| 1977      | Avant la guerre – La chanson du faubourg                                                                               | Barclay                 |                                                        |
| 1978      | Dieu – Retiens la nuit                                                                                                 | Barclay                 |                                                        |
| 1978      | Ave Maria – Ave Maria                                                                                                  | Barclay                 | Promo                                                  |
| 1978      | Avec Maria – Ave Maria (instrumental)                                                                                  | Barclay                 |                                                        |
| 1979      | Être – Rien de moins que t'aimer                                                                                       | Barclay                 |                                                        |
| 1980      | Il faut savoir | Barclay                 | Heruitgave, eerder reeds verschenen                    |
| 1980      | Ça passe – Allez vaï Marseille                                                                                         | Barclay                 |                                                        |
| 1980      | Ça passe – L'amour, bon Dieu l'amour                                                                                   | Barclay                 |                                                        |
| 1980      | Ça passe – L'amour, bon Dieu l'amour                                                                                   | Barclay                 | 45 toeren Maxi 30 cm                                   |
| 1981      | Téhéran 43 Une vie d'amour – Vetchnai lioubov                                                                          | Barclay                 |                                                        |
| 1981      | Une vie d'amour* – Téhéran 43 (Ouverture)                                                                              | Barclay                 | (*met Mireille Mathieu)                                |
| 1981      | Je fais comme si – Retiens la nuit                                                                                     | Barclay                 |                                                        |
| 1982      | Une première danse – Un million de fois                                                                                | Barclay                 |                                                        |
| 1982      | Une première danse – Comme nous                                                                                        | Barclay                 |                                                        |
| 1982      | La légende de Stenka Razine* – Ce n'est pas un adieu                                                                   | Barclay                 | (*met Les Compagnons de la chanson)                    |
| 1983      | La salle et la terasse – La mer à boire                                                                                | Barclay                 |                                                        |
| 1983      | Trèfle à quatre feuilles – Papa Calypso                                                                                | Barclay                 |                                                        |
| 1986      | Embrasse-moi – Les émigrants                                                                                           | Tréma                   |                                                        |
| 1986      | Paris je t'aime Charles Aznavour sings : J'aime Paris au mois de mai                                                   | OPE/Pathé-Marconi       | Compilatie, Promo voor "Paris" door Yves Saint-Laurent |
| 1987      | Toi contre moi – Je me raccroche à toi                                                                                 | Tréma                   |                                                        |
| 1987      | Je bois – Les bateaux sont partis                                                                                      | Tréma                   |                                                        |
| 1988      | Te dire adieu – Quand tu dors près de moi                                                                              | Tréma                   |                                                        |
| 1989      | Pour toi Arménie – Ils sont tombés*                                                                                    | Tréma                   | *ingesproken door Robert Hossein en Rosy Varte         |
| 1989      | Viens au creux de mon épaule – Sa jeunesse                                                                             | Tréma                   | Nieuwe opnames                                         |

### Compilatiealbums
| Jaar | Album                                                                    | Label                | Noot                                                           |
| ---- | ------------------------------------------------------------------------ | -------------------- | -------------------------------------------------------------- |
| 1960 | Les meilleures chansons de Charles Aznavour                              | Ducretet-Thomson     |                                                                |
| 1966 | Charles Aznavour chante en multiphonie stéréo, album n° 1                | Barclay              |                                                                |
| 1966 | Charles Aznavour chante en multiphonie stéréo, album n° 2                | Barclay              |                                                                |
| 1966 | Aznavour – La mamma                                                      | Barclay              |                                                                |
| 1966 | Aznavour – Il faut savoir                                                | Barclay              |                                                                |
| 19   | Vedettes                                                                 | Barclay              |                                                                |
| 1967 | Charles Aznavour chante en multiphonie stéréo, album n° 3                | Barclay              |                                                                |
| 1967 | Il faut savoir                                                           | Barclay              |                                                                |
| 1967 | Charles Aznavour                                                         | Barclay              | 3 lp's                                                         |
| 1968 | Les prénoms                                                              | Barclay              |                                                                |
| 1970 | Charles Aznavour chante ses vingt ans                                    | Columbia             |                                                                |
| 1970 | Des vedettes aux idoles - 3                                              | Ducretet-Thomson     |                                                                |
| 1971 | Premiers succès                                                          | EMI                  |                                                                |
| 1971 | N° 2                                                                     | EMI                  |                                                                |
| 1972 | Disque d'or                                                              | Ducretet-Thomson     |                                                                |
| 1972 | Douze succès d'Aznavour                                                  | Barclay              |                                                                |
| 1973 | Je m'voyais déjà                                                         | Columbia             |                                                                |
| 1974 | Premiers succès                                                          | MFP/EMI              |                                                                |
| 1974 | Les grands succès                                                        | Barclay              |                                                                |
| 1974 | Je t'aime comme ça                                                       | EMI/Pathé Marconi    |                                                                |
| 1975 | Charles Aznavour                                                         | Ducretet-Thomson     | 2 lp's                                                         |
| 1976 | Je m'voyais déjà, vol. 1                                                 | Barclay              |                                                                |
| 1976 | La mamma, vol. 2                                                         | Barclay              |                                                                |
| 1976 | Il faut savoir, vol. 3                                                   | Barclay              |                                                                |
| 1976 | Qui, vol. 4                                                              | Barclay              |                                                                |
| 1976 | Le temps, vol. 5                                                         | Barclay              |                                                                |
| 1976 | Reste, vol. 6                                                            | Barclay              |                                                                |
| 1976 | La bohème, vol. 7                                                        | Barclay              |                                                                |
| 1976 | Emmenez-moi, vol. 8                                                      | Barclay              |                                                                |
| 1976 | Désormais, vol. 9                                                        | Barclay              |                                                                |
| 1976 | Non, je n'ai rien oublié, vol. 10                                        | Barclay              |                                                                |
| 1976 | Comme ils disent, vol. 11                                                | Barclay              |                                                                |
| 1976 | Visages de l'amour, vol. 12                                              | Barclay              |                                                                |
| 1976 | 24 songs in english, vol. 1 & 2                                          | Barclay              |                                                                |
| 1977 | Sur ma vie                                                               | Pathé Marconi        | 3 lp's (36 nummers van 1951 tot 1960)                          |
| 1977 | Charles Aznavour                                                         | MFP                  |                                                                |
| 1978 | Paris au moi d'août                                                      | Barclay              |                                                                |
| 1978 | Aznavour formidable                                                      | Barclay              |                                                                |
| 1978 | The best of Aznavour                                                     | Barclay              |                                                                |
| 1978 | Le disque d'or, vol. 1                                                   | Barclay              |                                                                |
| 1979 | Le disque d'or, vol. 2                                                   | Barclay              |                                                                |
| 1979 | Collection « Espaces »                                                   | Thomson-Ducretet     |                                                                |
| 1979 | Je ne peux pas rentrer chez moi – Sur ma vie – C'est merveilleux l'amour | EMI                  | 3 lp's                                                         |
| 1980 | Disque d'or                                                              | Thomson-Ducretet     | "Disque d'or 30 carats"-collectie                              |
| 1980 | Charles Aznavour                                                         | Thomson-Ducretet     |                                                                |
| 1980 | Enregistrements originaux                                                | EMI MFP-Music Melody | 2 lp's                                                         |
| 1983 | Amour toujours                                                           | Barclay              |                                                                |
| 1984 | Enregistrements originaux                                                | EMI                  |                                                                |
| 1985 | La mamma                                                                 | Tréma                | Onuitgegeven alternatieve versies                              |
| 1985 | Il faut savoir                                                           | Tréma                | Onuitgegeven alternatieve versies                              |
| 1986 | La bohème                                                                | Tréma                | Onuitgegeven alternatieve versies                              |
| 1986 | Tu t'laisses aller                                                       | Tréma                | Onuitgegeven alternatieve versies                              |
| 1986 | Les petits matins                                                        | Tréma                | Onuitgegeven alternatieve versies                              |
| 1986 | Le temps des loups                                                       | Tréma                |                                                                |
| 1987 | 20 chansons d'or                                                         | Tréma                |                                                                |
| 1987 | Les grandes chansons (volume 1)                                          | Musarm               |                                                                |
| 1987 | Les grandes chansons (volume 2)                                          | Musarm               |                                                                |
| 1987 | Palais des congrès 1987 (excerpts)                                       | Musarm               |                                                                |
| 1989 | Sur ma vie                                                               | EMI/Thomson-Ducretet | 2 cd's                                                         |
| 1990 | Préférences                                                              | EMI                  |                                                                |
| 1991 | Disque d'or                                                              | EMI                  |                                                                |
| 1992 | 108 grands succès                                                        | Musarm               | 6 cd's                                                         |
| 1992 | Coffret EMI                                                              | EMI                  |                                                                |
| 1992 | Jézébel                                                                  | EMI                  |                                                                |
| 1992 | Sur ma vie                                                               | EMI                  |                                                                |
| 1992 | Pour faire une jam                                                       | EMI                  |                                                                |
| 1992 | Liberté                                                                  | EMI                  |                                                                |
| 1992 | J'aime Paris au mois de mai                                              | EMI                  |                                                                |
| 1994 | 40 chansons d'or                                                         | EMI                  | Met Barclay- and Trema-versies.                                |
| 1995 | L'Authentique - Colonne Morris                                           | EMI                  | 30 cd's                                                        |
| 1996 | 40 chansons d'or (EMI)                                                   | EMI                  | Nieuwe uitgave met Columbia-versies en verschillende selectie. |
| 1996 | Charles Aznavour chante Noël                                             | EMI                  | Kerstalbum                                                     |
| 1998 | Mes amours                                                               | EMI                  |                                                                |
| 1998 | Aznavour live à l'Olympia                                                | EMI                  | 6 cd's                                                         |
| 1998 | L'Authentique                                                            | EMI                  | Nieuwe uitgave van de box met 30 cd's                          |
| 2000 | L'Essentiel                                                              | EMI                  |                                                                |
| 2001 | D'un siècle à l'autre                                                    | EMI                  | 3 cd's                                                         |
| 2002 | Aznavour - Ses plus grands succès (pour vous au Québec)                  | EMI                  |                                                                |
| 2004 | Aznavour – Indispensables                                                | EMI                  | 4 cd's + dvd                                                   |
| 2004 | Charles Aznavour – Platinum Collection                                   | EMI                  | 2 cd's                                                         |
| 2004 | Intégrale Charles Aznavour – Arc de triomphe                             | EMI                  | 44 cd's, livealbums inbegrepen                                 |
| 2004 | Jezebel                                                                  | EMI                  |                                                                |
| 2006 | Hier encore : Best of studio et live à l'Olympia                         | EMI                  | 2 cd's                                                         |

## Engelse discografie

### Studioalbums
| Jaar | Album                                        | Label            | Noot       |
| ---- | -------------------------------------------- | ---------------- | ---------- |
| 1958 | Believe in Me!                               | Ducretet-Thomson |            |
| 1962 | The Time is Now                              | Mercury          |            |
| 1965 | Charles Aznavour – His Love Songs in English | Reprise          |            |
| 1969 | Of Flesh and Soul                            | Monument         |            |
| 1970 | A Man's Life                                 | Monument         |            |
| 1972 | I Have Lived                                 | MGM              |            |
| 1974 | A Tapestry of Dreams                         | Barclay          |            |
| 1975 | I Sing for...You                             | Barclay          |            |
| 1978 | Esquire                                      | Mam              |            |
| 1978 | A Private Christmas                          | Mam              | Kerstalbum |
| 1983 | In Times to Be                               | Barclay          |            |
| 1995 | You and Me                                   | EMI              |            |

### ep's
| Jaar | Album                                                                                      | Label            | Noot |
| ---- | ------------------------------------------------------------------------------------------ | ---------------- | ---- |
| 1956 | Aznavour invades Believe in me – I look at you – I'm gonna sleep with one eye open – Me-ké | Ducretet-Thomson |      |
| 1966 | You've let yourself go – The boss is dead – You've got to learn – Like stranger            | Decca            |      |

### Singles
| Jaar | Album                                               | Label   | Noot                                            |
| ---- | --------------------------------------------------- | ------- | ----------------------------------------------- |
| 1972 | Yesterday When I Was Young – All Those Pretty Girls | Barclay |                                                 |
| 1972 | To die of love – For me... formidable               | Barclay |                                                 |
| 1973 | The Old Fashioned Way – What makes a Man            | Barclay |                                                 |
| 1974 | She* – La baraka (english)                          | Barclay | (*thema van de tv-serie "Seven faces of woman") |
| 1975 | You – Women of Today                                | Barclay |                                                 |
| 1975 | Take me away – Ciao Always Ciao                     | Barclay |                                                 |

### Compilaties (cd)
| Jaar | Album                                                    | Label  | Noot |
| ---- | -------------------------------------------------------- | ------ | ---- |
| 1990 | The Old Fashionned Way                                   | Musarm |      |
| 1990 | She                                                      | Musarm |      |
| 1990 | Yesterday When I Was Young                               | Musarm |      |
| 1991 | Aznavour – The Collection (volume 1)                     | Musarm |      |
| 1991 | Aznavour – The Collection (volume 2)                     | Musarm |      |
| 1993 | Charles Aznavour – Like roses                            | Rondo  |      |
| 1995 | Greatest Hits                                            | Replay |      |
| 1995 | The best of Charles Aznavour / 20 great songs in English | EMI    |      |
| 1995 | Greatest golden Hits                                     | EMI    |      |
| 1996 | She – The Best of Charles Aznavour                       | EMI    |      |
| 2002 | Aznavour – The very best of                              | EMI    |      |

## Spaanse discografie

### Studioalbums
| Year | Album                    | Label   | Notes |
| ---- | ------------------------ | ------- | ----- |
| 1965 | Canta en español         | Barclay |       |
| 1965 | Canta en español, vol. 2 | Barclay |       |
| 1967 | Canta en español, vol. 3 | Barclay |       |
| 1973 | Que solo estoy           | Barclay |       |
| 1978 | Al dormir junto a ti     | Barclay |       |
| 1980 | Camarada                 | Barclay |       |
| 1981 | Dios                     | Barclay |       |
| 1996 | Cuando estás junto a mí  | EMI     |       |
| 2008 | Tú pintas mi vida        | EMI     |       |

### ep's
| Jaar | Album                                                                             | Label                       | Noot           |
| ---- | --------------------------------------------------------------------------------- | --------------------------- | -------------- |
| 1958 | Juventud, divino tresoro – Vivir junto a ti – Esto es formidable – Mi última hora | Ductretet-Thomson/Zafiro    |                |
| 1965 | Formi, formidable – La mamma – Debes saber – Te espero                            | Barclay                     |                |
| 1965 | Venecia sin tí – Cuando no pueda más – Si vienes a mí                             | Barclay                     |                |
| 1965 | Y por tanto – Sarah – Por quérer – No sabré jamás                                 | Barclay                     |                |
| 1965 | Si tu me llevas – Isabel – Oh, tu vida – Amo París en el mes de mayo              | Barclay                     |                |
| 1966 | Por mi vida – Es maravilloso el amor – Cuando vuelvas – Te quiero así             | Hispanovox/Ducretet-Thomson |                |
| 1966 | Juventud, divino tresoro – Vivir junto a tí – Mi última hora                      | Hispanovox/Ducretet-Thomson | Nieuwe opnames |
| 1966 | Yo te daré calor – C'est fini – Buen aniversario – Quédate                        | Barclay                     |                |
| 1966 | Quién – Tus diecisies años – Con – Era demasiado bonita                           | Barclay                     |                |
| 1968 | Apaga la luz – Los verdes años – Lo que fue ya paso – Un día                      | Sonoplay/Barclay            |                |
| 1968 | La mamma – Venecia sin tí – La bohème – Il faut savoir                            | Sonoplay/Barclay            |                |

### Singles
| Jaar | Album                               | Label             | Noot |
| ---- | ----------------------------------- | ----------------- | ---- |
| 1969 | Nunca más – Cuando y por qué        | Sonoplay/Barclay  |      |
| 1969 | Es la juventud – Venecia sin tí     | Sonoplay/Barclay  |      |
| 1971 | Morir de amor                       | Movieplay/Barclay |      |
| 1971 | Ayer aún – All those pretty girls   | Movieplay/Barclay |      |
| 1972 | Placeres antiguos – Que solo estoy  | Sonoplay/Barclay  |      |
| 1973 | Viví – Trousse chemise              | Sonoplay/Barclay  |      |
| 1973 | Iremos a Verona – Placeres antiguos | Sonoplay/Barclay  |      |
| 1981 | Dios – Pero fue ayer                | Movieplay/Barclay |      |

### Compilaties (cd)
| Jaar | Album                                      | Label  | Noot         |
| ---- | ------------------------------------------ | ------ | ------------ |
| 1990 | Aznavour, sus canciones                    | Musarm |              |
| 1990 | Aznavour, sus canciones, vol. 2            | Musarm |              |
| 1990 | Isabel                                     | Musarm |              |
| 1992 | 20 Grandes Exitos en Espanol               | Musarm |              |
| 1995 | Grandes Exitos de Charles Aznavour         | EMI    |              |
| 2001 | Los Grandes Exitos                         | EMI    | 2 cd's       |
| 2002 | Sus Mas Grandes Exitos                     | EMI    |              |
| 2003 | 40 Grandes Exitos en espanol               | EMI    | 2 cd's       |
| 2005 | Platinum Collection                        | EMI    | 2 cd's       |
| 2005 | Lo mejor de Charles Aznavour               | EMI    |              |
| 2007 | Grandes Éxitos y Grandes Éxitos en Espanol | EMI    | 2 cd's + dvd |

## Italiaanse discografie

### Studioalbums
| Jaar | Album                                                            | Label       | Noot       |
| ---- | ---------------------------------------------------------------- | ----------- | ---------- |
| 1963 | Aznavour italiano vol.1                                          | Monument    |            |
| 1964 | Aznavour italiano vol. 2                                         | Barclay     |            |
| 1970 | E fu subito Aznavour                                             | Barclay     |            |
| 1971 | Quando la canzone é arte. Buon anniversario. Aznavour... l'amore | Barclay     |            |
| 1972 | Canto l'amore perché credo che tutto derivi da esso              | Barclay     |            |
| 1973 | Il bosco e la riva                                               | Barclay     |            |
| 1975 | Del mio amare te                                                 | Barclay     |            |
| 1978 | Compagno                                                         | Philips     |            |
| 1978 | Un Natale un po' speciale                                        | Philips     | Kerstalbum |
| 1982 | La prima danza                                                   | G et G Rec. |            |
| 1986 | Canzoni da leggere e da cantare                                  | G et G Rec. |            |
| 1991 | Momenti si, momenti no                                           | Musarm      |            |

### ep's
| Jaar | Album | Label   | Noot |
| ---- | --- | ------- | ---- |
| 1964 | Charles Aznavour chante en italien La mamma – Devi sapere (Il faut savoir) – Dammi i tuoi 16 anni (Donne tes 16 ans) – L'amore è come un giorno (L'amour c'est comme un jour) | Barclay |      |

### Singles
| Jaar | Album                                  | Label   | Noot |
| ---- | -------------------------------------- | ------- | ---- |
| 1963 | La mamma (french) – La mamma (italian) | Barclay |      |
| 196? | Com'é triste Venezia – Ma perché       | Barclay |      |
| 196? | Perché sei mia – Dopo l'amore          | Barclay |      |
| 196? | Ed io tra di voi – Ti lasci andare     | Barclay |      |
| 197? | Quel che non si fa più – Ho vissuto    | Barclay |      |
| 197? | Oramai – La tua luce                   | Sif     |      |
| 1978 | Maria che se ne va – Tu e dolamente tu | Philips |      |
| 1981 | Poi passa – Une vita d'amore           | GG      |      |
| 1989 | Per te Armenia – Sono caduti           | Enigma  |      |

### Compilaties (cd)
| Jaar | Album                          | Label  | Noot   |
| ---- | ------------------------------ | ------ | ------ |
| 1988 | La mamma                       | CD NG  |        |
| 1988 | L'istrione                     | CD NG  |        |
| 1988 | Com'é triste Venezia           | CD NG  |        |
| 1991 | Aznavour italiano              | EMI    |        |
| 1991 | Aznavour italiano – La mamma   | Musarm |        |
| 1991 | Aznavour italiano – L'istrione | Musarm |        |
| 1994 | Dedicato all'amore             | CDT    |        |
| 1995 | I classici di Charles Aznavour | EMI    |        |
| 2004 | Platinum Collection            | EMI    | 2 cd's |

## Duitse discografie

### Studioalbums
| Jaar  | Album                            | Label          | Noot |
| ----- | -------------------------------- | -------------- | ---- |
| 1965? | Charles Aznavour in Deutschland  | Barclay        |      |
| 1972? | Du läßt dich geh'n               | Amiga          |      |
| 1978? | Vor dem Winter                   | Prisma Crystal |      |
| 1980  | Melodie des Lebens – Komm zurück | Mam            |      |
| 1995  | Du und ich                       | EMI            |      |

### ep's
| Jaar | Album | Label   | Noot |
| ---- | --- | ------- | ---- |
| 196? | Du läßt dich geh'n – Bitte bleib – La mamma – La bohème – Und trotzdem lieb'ich sie – Que c’est triste Venise | Barclay |      |

### Singles
| Jaar | Album                                                         | Label     | Noot |
| ---- | ------------------------------------------------------------- | --------- | ---- |
| 196? | Playboy’s Abschied (Wie es war) – Du übertreibst              | Barclay   |      |
| 196? | Venedig in grau – Isabelle                                    | Barclay   |      |
| 1967 | Und trotzdem lieb’ich sie – Geliebte                          | Barclay   |      |
| 1967 | Es war nicht so gemient – Warum laßt du mich so allein        | Barclay   |      |
| 1968 | Caroline (german) – Kinder des Krieges                        | Metronome |      |
| 1972 | Auf Deutsch Mourir d'aimer – Nein, ich vergaß nichts davon... | Barclay   |      |
| 1972 | Tanz wange an wange mit mir – Wie sie sagen                   | Barclay   |      |
| 1974 | Sie – Tanz wange an wange mir mir                             | Barclay   |      |

### Compilaties (cd)
| Jaar | Album                                    | Label | Noot |
| ---- | ---------------------------------------- | ----- | ---- |
| 2001 | Aznavour – Best of                       | EMI   |      |
| 2004 | Charles Aznavour – Das beste auf Deutsch | EMI   |      |

## Compilaties (cd) in Nederland en België
| Jaar | Album                                   | Label | Noot                                                          |
| ---- | --------------------------------------- | ----- | ------------------------------------------------------------- |
| 2001 | Het Beste Van Charles Aznavour          | EMI   |                                                               |
| 2003 | Het Beste Van Charles Aznavour - vol. 2 | EMI   |                                                               |
| 2010 | Het Allerbeste Van Charles Aznavour     | EMI   | 2 cd's, combinatie van Het Beste Van en Het Beste Van - vol.2 |

## Samenwerkingen
| Jaar | Album                                                                       | Met                                 | Notes |
| ---- | --------------------------------------------------------------------------- | ----------------------------------- | --- |
| 1966 | Venezia – Quelques mots de Charles Aznavour                                 | Ricardo                             | 45 RPM Single |
| 1976 | Charles Aznavour presents Liesbeth List performing some of his finest songs | Liesbeth List                       | Liesbeth List en Aznavour vertolken "Don't Say A Word" (Philips).                                                                     |
| 1982 | Qu'est-ce qui fait courir David ? (BO)                                      | Various Artists                     | Aznavour vertolkt "Viens, donne-nous la main" (SPI Milan).                                                                            |
| 1983 | Édith et Marcel (BO)                                                        | Mama Béa                            | Mama Béa en Aznavour vertolken "Je n'attendais que toi", "C'est un gars"; Aznavour vertolkt "Au creux de mon épaule" (Pathé Marconi). |
| 1983 | Les compagnons de la chanson - Olympia 1983 (live)                          | Les compagnons de la chanson        | Les compagnons en Aznavour vertolken "La légende de Stenka Razine" (Philips).                                                         |
| 1987 | Chants traditionnels arméniens made in USA                                  | Seda Aznavour                       | Seda Aznavour en Charles Aznavour vertolken "Yes kou rimet'n thim kidi" (Pathé Marconi).                                              |
| 1990 | Pierre et le loup                                                           | Claudio Abbado                      | (D.G.) |
| 1992 | La belle et la bête (BO)                                                    | Liane Foly                          | Liane Foly en Aznavour vertolken "La belle et la bête" (Walt Disney Adès).                                                            |
| 1993 | Duets                                                                       | Frank Sinatra                       | Frank Sinatra en Aznavour vertolken "You Make Me Feel So Young" (Capitol Records).                                                    |
| 1994 | Les Restos du coeur                                                         | Patrick Bruel                       | Patrick Bruel en Aznavour vertolken "Hier encore" (WEA).                                                                              |
| 1995 | Vienna Noël (Live)                                                          | Plàcido Domingo and Sissel Kyrkjebø | Concert met Plàcido Domingo en Sissel Kyrkjebø (Sony).                                                                                |
| 1995 | Merci d'être venus                                                          | Jean-Jacques Milteau                | J. J. Milteau en Aznavour vertolken "Et bâiller et dormir" (Quelques notes/Odéon/EMI).                                                |
| 1997 | Concert acoustique M6 (Live)                                                | France Gall                         | France Gall en Aznavour vertolken "La mamma" (WEA).                                                                                   |
| 1999 | Les Restos du cœur 99                                                       | Muriel Robin                        | Muriel Robin en Aznavour vertolken "La bohème" ; "Emmenez-moi" and "La chanson des restos" door alle artiesten (BMG).                 |
| 1999 | Calle Salud                                                                 | Compay Segundo                      | Compay Segundo en Aznavour vertolken "Morir de amor" (GASA).                                                                          |
| 1999 | Nosso mundo                                                                 | Trio Esperanza                      | Trio Esperanza en Aznavour vertolken "Uma bela historia" (Philips).                                                                   |
| 2000 | Noël ensemble                                                               | Axelle Red                          | Axelle Red en Aznavour vertolken "Noël à Paris" (Universal).                                                                          |
| 2001 | Feelings (hommage à Loulou Gasté)                                           | Various Artists                     | Aznavour vertolkt "Oui (si tu me dis « oui »)" (Sony Music).                                                                          |
| 2001 | Charles Aznavour présente Swings de bohème (Live)                           | Chanson Contemporaine               | Chanson contemporaine en Aznavour vertolken "La mamma" and "Emmenez-moi".                                                             |
| 2001 | Charles Aznavour/Georges Garvarentz – Chansons de film                      | Georges Garvarentz                  | (Austerlitz, Compilatie) |
| 2002 | Entre-deux                                                                  | Patrick Bruel                       | Patrick Bruel en Aznavour vertolken "Ménilmontant" (BMG).                                                                             |
| 2003 | L'hymne à la môme (hommage à Édith Piaf)                                    | Édith Piaf                          | Edith Piaf en Aznavour vertolken "Il y avait"; "L'hymne à l'amour" door alle artiesten (EMI).                                         |
| 2005 | Et puis la terre...                                                         | Various Artists                     | "Et puis la terre" door alle artiesten.                                                                                               |
| 2006 | Piano voix                                                                  | Jean-Yves D'Angelo                  | Jean-Yves d'Angelo en Aznavour vertolken "Et bâiller et dormir" (Sony BMG).                                                           |
| 2007 | Plein du monde                                                              | Bratsch                             | Bratsch en Aznavour vertolken "La goutte d'eau" (Odeon Records).                                                                      |
| 2007 | Forever cool                                                                | Dean Martin                         | Dean Martin en Aznavour vertolken "Everybody Loves Somebody" (EMI).                                                                   |
| 2008 | A l'ombre du show-business                                                  | Kery James                          | Kery James en Aznavour vertolken "À l'ombre du show-business".                                                                        |
| 2010 | Retrouvailles                                                               | Gilles Vigneault                    | Gilles Vigneault en Aznavour vertolken "Une branche à la fenêtre" (Tandem).                                                           |
| 2010 | 3e temps                                                                    | Grand Corps Malade                  | Fabien Marsaud en Aznavour vertolken "Tu es donc j'apprends" (Universal Music).                                                       |
| 2012 | Petula                                                                      | Petula Clark                        | Petula Clark en Aznavour vertolken "Les vertes années" (Vogue).                                                                       |
| 2013 | Luis                                                                        | Vincent Niclo                       | Vincent Niclo en Aznavour vertolken "Esperanza" (Barclay).                                                                            |
| 2013 | Ces Noëls d'autrefois                                                       | Paul Daraîche                       | Paul Daraîche en Aznavour vertolken "Noël au saloon" (Mp3 disques).                                                                   |

## Videoalbums

### Video
- 1977 Großer Unterhaltungsabend – Charles Aznavour (Essen, Germany 1977). VHS Nikkatsu Video Films Co., Ltd./Japan
- 1982 An Evening with Charles Aznavour (Duke of York's Theatre, London 1982). VIP Videocassette Diffusion, VHS SECAM MU 550

### Laserdisc
- 1982 An Evening with Charles Aznavour (Duke of York's Theatre, London 1982) (verschillend van de video-versie)

### dvd
- 1999 Aznavour Live - Palais des Congrès 97/98 (EMI)
- 2001 Aznavour Live - Olympia 68/72/78/80 (EMI)
- 2001 Charles Aznavour au Carnegie Hall (New York, June 1996) (EMI)
- 2001 AZNAVOUR – Pour toi Arménie (At Erevan Opera, September 1996)
- 2003 AZNAVOUR LIVE – Palais des Congrès 1994 (EMI)
- 2004 Aznavour – Minelli au Palais des Congrès de Paris (EMI)
- 2004 Toronto 1980 (Bonus bij Aznavour/Indispensables cd-box) (EMI)
- 2004 80, Bon Anniversaire Charles – Palais des congrès 2004 (EMI)
- 2004 Bon anniversaire Charles! (tv-uitzending van concert ter gelegenheid van zijn 80e verjaardag, 22 mei 2004) (EMI)
- 2005 Charles Aznavour 2000 – Concert intégral (EMI)
- 2007 Charles Aznavour : En concert à Erevan (EMI)
- 2007 Aznavour - Palais des Congrès de Paris (1987) (ander concert als de cd-versies) (EMI)
- 2008 Charles Aznavour et ses amis au Palais Garnier (EMI)
- 2009 Anthologie 1955–1972 - 3 DVD Box Set (PAL Only) (INA / EMI)
- 2010 Anthologie volume 2 1973–1999 - 3 DVD Box Set (PAL Only) (INA / EMI)

### Samenwerking
- 2002 Patrick Bruel – Entre-Deux (C. Aznavour zingt Parlez-moi d'amour met Patrick Bruel)
- 2006 The Royal Opera – Die Fledermaus (Covent Garden, Londen 31 december 1983)  (C. Aznavour zingt She)